# Ugo Ceccarelli
Ugo Ceccarelli (* 11. März 1911 in Carrara; † 26. August 1940 in Nordafrika) war ein italienischer Offizier und Moderner Fünfkämpfer.
Ceccarelli nahm an den Olympischen Sommerspielen 1936 in Berlin teil, wo er den 15. Rang belegte. In den fünf Einzelwertungen belegte er im Springreiten den 39., im Degenfechten den 20., im Pistolenschießen den 5., im Schwimmen den 17. und im abschließenden Querfeldeinlauf den 12. Rang.
Der an der Universität Pisa Rechtswissenschaften studierende Ceccarelli, gehörte dem faschistischen Studentenverband G.U.F. (Gruppo Universitari Fascisti) an. Wie seine olympischen Mannschaftskameraden Silvano Abbà und Franco Orgera nahm er 1937 im faschistischen Freiwilligenkorps am Spanischen Bürgerkrieg und nach dem italienischen Kriegseintritt im Juni 1940 am Zweiten Weltkrieg teil. Er fiel wenige Tage vor Beginn der italienischen Invasion Ägyptens am 26. August 1940 in Nordafrika.